# Gail Ann Dorsey
Gail Ann Dorsey (Filadelfia, 20 de noviembre de 1962) es una música estadounidense. Con una larga carrera como música de sesión, Gail es más conocida por su larga estancia en la banda de David Bowie, desde 1995 hasta la muerte de Bowie en 2016. Aparte de tocar el bajo, ocasionalmente interpretó la voz principal en "Under Pressure" y con Bowie en otras canciones, incluyendo "The London Boys", "Aladdin Sane (1913-1938-197?)", "I Dig Everything", acompañando a Bowie en el clarinete y en una versión de "O Superman" de Laurie Anderson.
De 1993 a 1996, Dorsey formó parte de Tears for Fears, colaborando también en la composición. Apareció en varios de los videos promocionales de la banda durante este período. Su amplia gama de trabajo incluye actuaciones y/o grabaciones con, entre otros, Lenny Kravitz, Bryan Ferry, Boy George, Indigo Girls, Khaled, Jane Siberry, Skin, Gwen Stefani, Charlie Watts, Seal, Gang of Four, Susan Werner, Ani DiFranco y Dar Williams. Además, Dorsey ha lanzado tres álbumes como solista: The Corporate World (1988), Rude Blue (1992) y I Used To Be... (2003).

## Discografía

### Solista
- The Corporate World (1988) (Sire Records)
- Rude Blue (1992) (Island Records)
- I Used To Be... (2003) (UFO Music)